# Eohypochthonius salicifolius
Eohypochthonius salicifolius är en kvalsterart som beskrevs av Hammer 1979. Eohypochthonius salicifolius ingår i släktet Eohypochthonius och familjen Hypochthoniidae. Inga underarter finns listade i Catalogue of Life.